# كوتاتسو

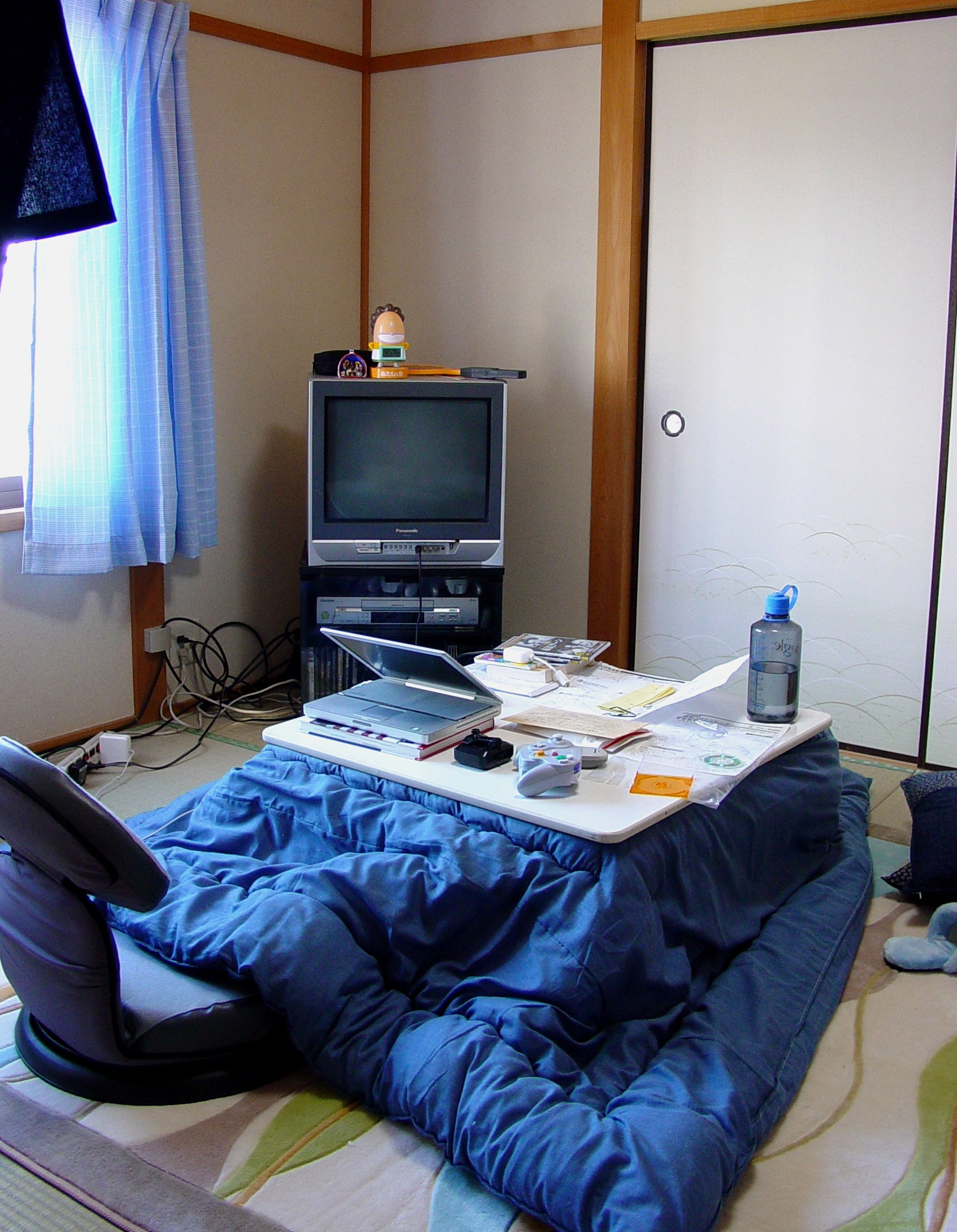
كوتتسو ياباني حديث

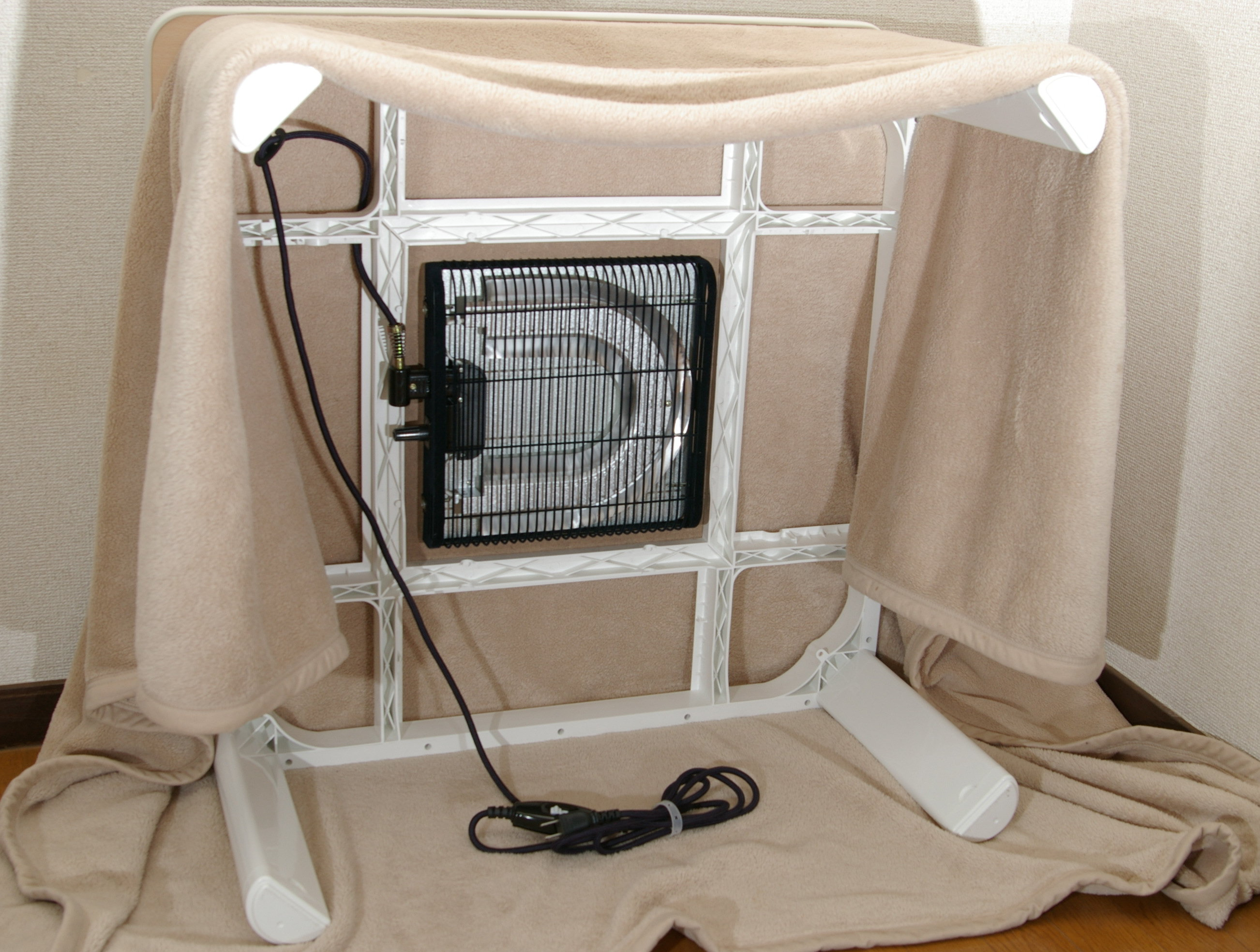
الجانب السفلي من كوتتسو كهربائي

أنواع التدفئة وطبقات كوتتسو

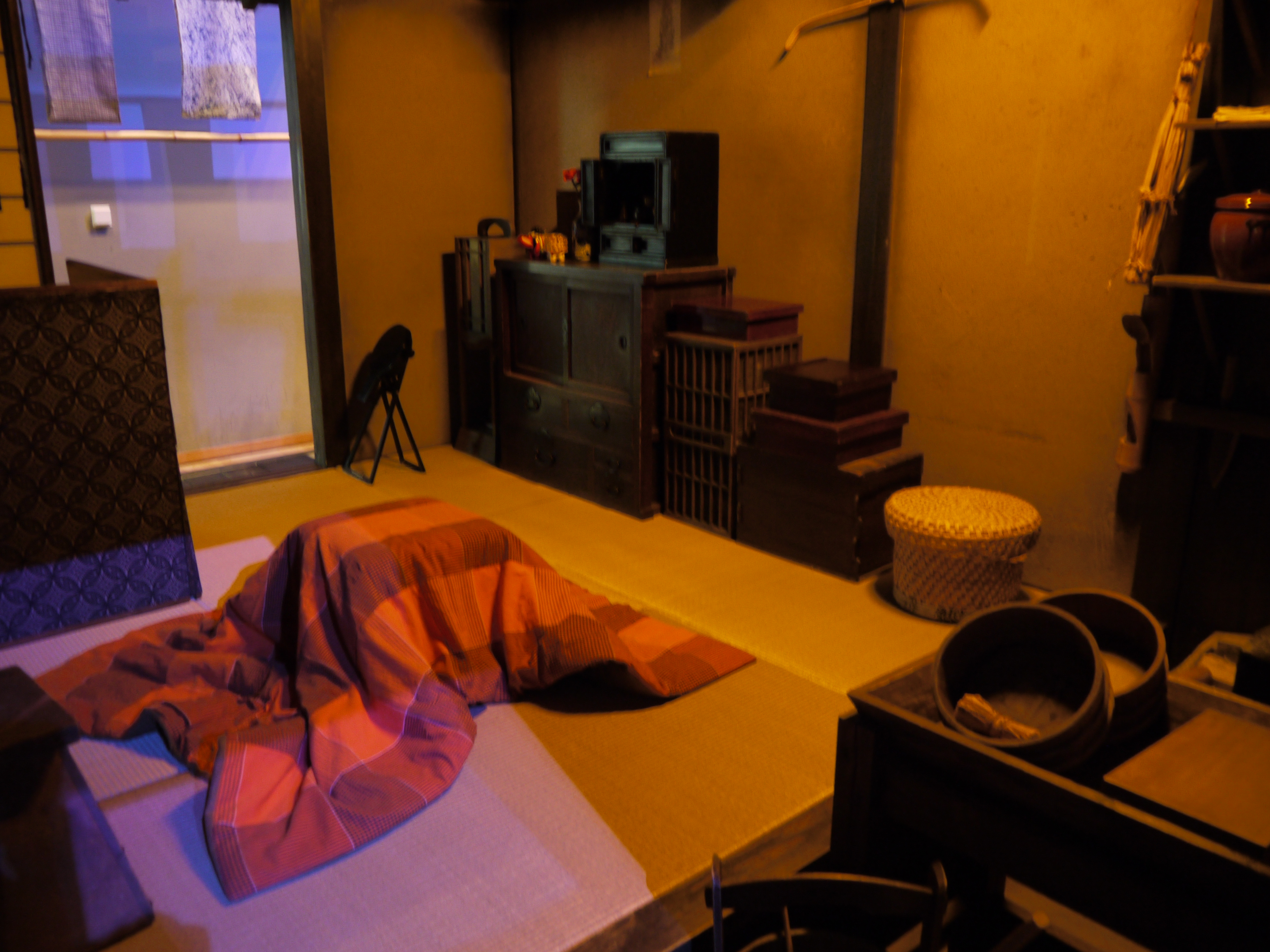
كوتتسو من عهد إيدو في متحف فوكوجاوا ايدو

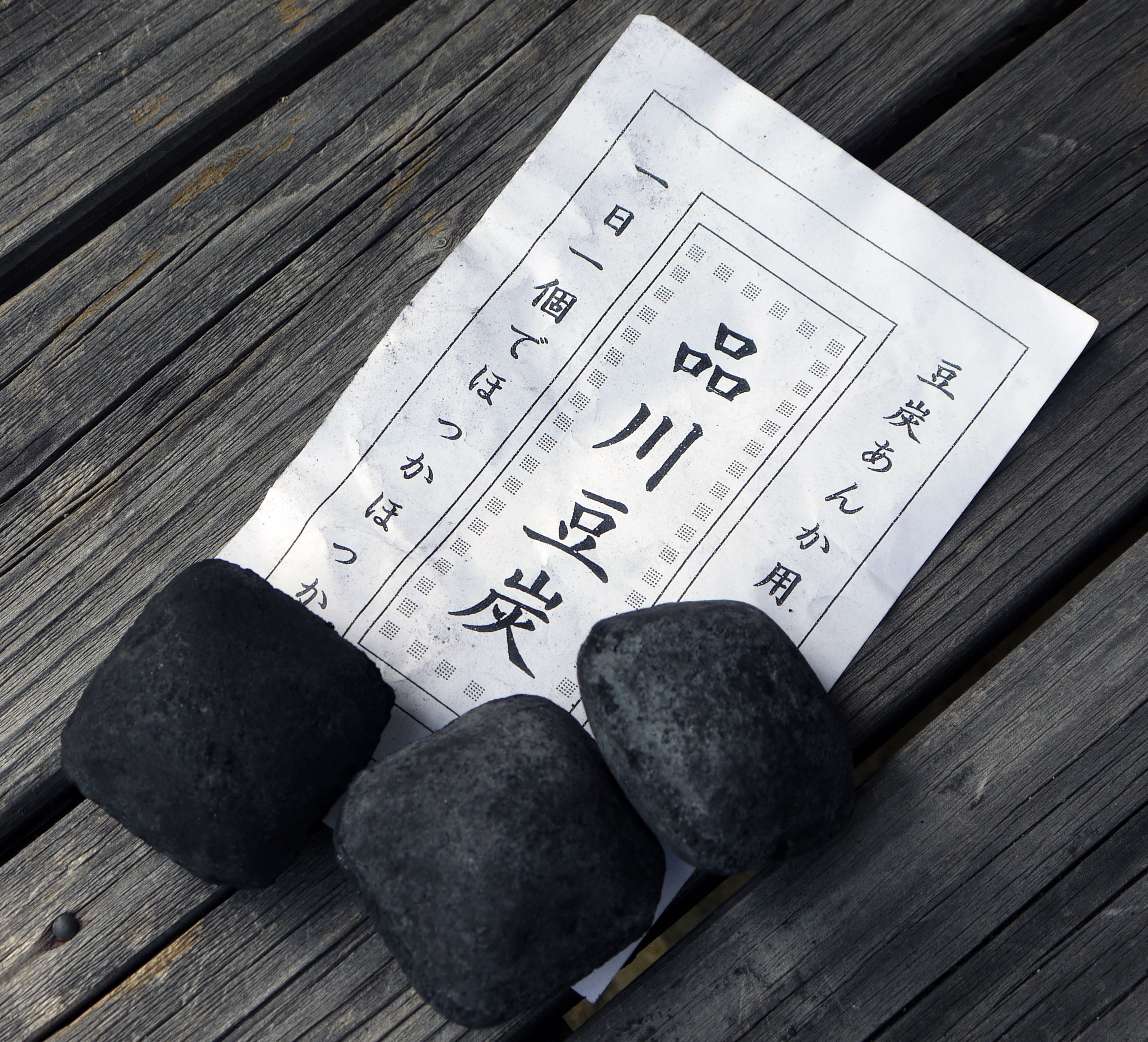
قوالب فحم "ماميتان" المستخدمة في الغالب في أوائل القرن العشرين

الكوتَتسو هو إطار طاولة خشبي منخفض مغطى بفوتون، أو بطانية ثقيلة، والتي يوضع فوقها سطح طاولة. يوجد تحته مصدر حراري. كان في السابق نشارة فحم، ولكنه كهربائي الآن، وغالبًا ما يتم بناؤه في الطاولة نفسها.  يستخدم الكوتتسو على وجه الحصر تقريبًا في اليابان، على الرغم من استخدام أجهزة مشابهة في أماكن أخرى: على سبيل المثال براسيرو الإسبانية أو كورسي الإيراني.

## التاريخ
يبدأ تاريخ كوتتسو في فترة موروماتشي خلال القرن الرابع عشر.   تبدأ أصوله في موقد الطبخ الياباني، والمعروف باسم إروري. كان الفحم النباتي الطريقة الرئيسية للطهي والتدفئة في الأسرة اليابانية التقليدية وكان يستخدم لتسخين الإروري .  بحلول القرن الرابع عشر في اليابان، تمت إضافة منصة جلوس إلى الإروري وتم فصل وظيفة الطبخ عن وظيفة الجلوس. على الجزء العلوي من المنصة الخشبية، وُضع لحاف، يعرف باسمأوكي الذي حصر وركّز حرارة حارق الفحم.   ويسمى سلفالكوتتسو الحديث «هوري-غوتاتسو». كلمةهوري-كوتتسو (باليابانية: 掘り炬燵) مشتقة من كانجي (باليابانية: 掘り) (هوري) التي تعني حفرة أو خندق، و(كو) (باليابانية: 炬) تعني الشعلة أو النار، و(تاتسو) (باليابانية: 燵) تعني مدفّئ القدم.  
تم تغيير شكلهوري-غوتاتسو بشكل طفيف في فترة إيدو خلال القرن السابع عشر. وتمثلت هذه التغييرات في أن الأرض حول إروري يجري حفرها بشكل مربع. ثم توضع المنصة الخشبية حول الحفرة، مما يشكل الموقد. ثم توضع البطانية أعلى المنصة مرة أخرى، حيث يمكن للمرء أن يجلس مع الساقين تحتها لتبقى دافئا. 
تم إنشاء كوتتسو المتحرك في وقت لاحق، النابع من مفهوم هوري-جوتاتسو. إشتهرالكوتتسو مع ازدياد شعبيةحصيرة التاتامي في المنازل اليابانية. بدلا من وضع الفحم النباتي فيإروري، تم وضعها في وعاء فخاري يوضع علىالتاتامي مما يجعلالكوتتسو قابلة للنقل. ويعرف هذاالكوتتسو العصري بأوكي-جوتاتسو. كلمةأوكي-جوتاتسو (باليابانية: 置き炬燵) مشتق من كانجي (باليابانية: 置き) (أوكي) بمعنى الوضع أو التموضع، (باليابانية: 炬) بمعنى الشعلة أو النار، و(باليابانية: 燵) بمعنى مُدفّئ القدم. 
في منتصف القرن العشرين تم استبدال الفحم بالكهرباء كمصدر تدفئة. بدلا من وجود وعاء متحرك من الفحم تحت الكوتتسو ، أصبح من الممكن إلحاق أداة تسخين كهربائية مباشرة بإطار كوتتسو . وهكذا، أصبح كوتتسو متنقلا بالكامل بالكهرباء وأصبح سمة مشتركة للبيوت اليابانية خلال فصل الشتاء.  

## الأنواع
هناك نوعان من كوتتسو يستخدمان في اليابان اليوم، يختلفان في التكوين ونوع التسخين:
- الكهربائي: النمط الحديث للكوتتسو،أوكي-جوتاتسو (置き炬燵؟) ، يتكون من طاولة بها سخان كهربائي أسفل الطاولة. هذا تطور من وعاء الطين مع الجمر الساخن الموضوع تحت الطاولة. [2]عادة ما يتم وضع كوتتسو على فوتون رقيق، مثل سجادة. يتم وضع فوتون ثاني أكثر سمكًا على طاولة كوتتسو، حيث يتم وضع الطاولة فوقه. يسخن السخان الكهربائي المرفق بالجانب السفلي من الطاولة تلك المساحة.
- الفحم : النوع الأكثر تقليدية هو طاولة موضوعة فوق أرضية مجوفة،هوري-جوتاتسو (掘り炬燵؟). تحفر حفرة في الأرض ويبلغ عمقها حوالي 40 سم. يتم وضع سخان الفحم في مكان ما في أرضية الحفرة أو جدرانها، أو كما هو الحال فيالكوتتسو على الطراز الحديث، تعلق في إطار الطاولة. هناك نوع منالكوتتسو ذو حفرة مع سخان كهربائي أيضا.

## الاستعمال
في القرن الحادي والعشرين، يتكون الكوتتسو عادة من السخان الكهربائي المرفق بالإطار، والذي لم يعد يقتصر على الخشب، بل قد يكون مصنوعًا من البلاستيك أو المواد الأخرى. بشكل عام، يتم تغطية البطانية (أوالشيتاجاكي) على الإطار والسخان وتحت الطاولة. هذه البطانية الأولى مغطاة بطبقة ثقيلة ثانية، تعرف باسم كوتتسو-جاكي (باليابانية: 火燵掛布).الكوتتسو جاكي غالباً ما تكون زخرفية وقد تكون مصممة لتناسب ديكور المنزل. يجلس الشخص على الأرض أو على وسائدزابوتون مع أرجلهم تحت الطاولة والبطانية ملفوفة على الجزء السفلي من الجسم. تم تصميمالكوتتسو عندما كان الناس يرتدون الملابس التقليدية اليابانية، حيث تدخل الحرارة من أسفل الزي وترتفع للخروج من الرقبة، وبالتالي تسخين الجسم بأكمله.
معظم المساكن اليابانية غير معزولة بنفس الدرجة كالبيوت الغربية وليس لديها تدفئة مركزية، وبالتالي تعتمد في المقام الأول على تدفئة الفضاء. التدفئة مكلفة بسبب عدم وجود العزل وتهوية المساكن.والكوتتسو وسيلة غير مكلفة نسبيا للاحتفال في فصل الشتاء، حيث يحتجز الفوتون الهواء الدافئ.  قد تختار العائلات تركيز نشاطها في منطقة واحدة من المنزل من أجل توفير تكاليف الطاقة. في فصل الصيف، يمكن إزالة البطانية واستخدامالكوتتسو كطاولة عادية.
من الممكن أن ينام الشخص تحت كوتتسو، إلا أنه إن لم يكن قصيرا، فلن يتم تغطية جسم الشخص بالكامل. يعتبر هذا بشكل عام مقبولا بالنسبة للقيلولة، ولكن ليس للنوم بين عشية وضحاها لعدة أسباب: جسم المرء غير مغطى بالكامل، مما يؤدي إلى تسخين غير متساو؛ الطاولة منخفضة، لذلك قد يلمس المرء عناصر التسخين عن طريق الخطأ عندما يتحرك أثناء النوم، ويخاطر بأن يُحرق. تقليديا، يتم إخبار الأطفال بأنهم سيصابون بالبرد إذا كانوا ينامون تحتالكوتتسو. الحيوانات الأليفة مثل القطط غالبا ما تنام تحته، وهي صغيرة بما يكفي لتناسب تماما في الأسفل - مقارنة مع القطط اللاتي ينمن على فتحات التدفئة الأرضية في البلدان الغربية (البيوت اليابانية لا تملك عادة فتحات التدفئة الأرضية).
خلال أشهر الشتاء في اليابان، غالباً ما يكونالكوتتسو هو مركز الحياة المنزلية. في المساء يجتمع أفراد العائلة حوله للاستمتاع بالطعام والتلفزيون والألعاب والمحادثة مع الحفاظ على دفء النصف السفلي من أجسادهم. لقد قيل أنه، «فور أن تنزل تحت الكوتتسو، كل مخاوفك تنزلق كدفء مألوف يأخذك وأنت مسترخ تماما.» 

## في البلدان الأخرى
هناك أنظمة مماثلة في بلدان حول العالم: طرق اقتصادية وغالباً ما تكون اجتماعية للتدفئة أثناء الجلوس. في إسبانيا والبرتغال، ميسا كاميلا [الإنجليزية] هي عبارة عن طاولة مستديرة صغيرة تحتوي على سخانبراسيرو أسفله. اعتادت هولندا على استخدام موقد القدم . في الحرب العالمية الأولى، بنى المهندسون الملكيون البريطانيون 'مدفئات الأقدام اليابانية' في الخنادق. 
لقرون، تم استخدام شيء مماثل جدا يسمىساندالي على نطاق واسع في طاجيكستان وأفغانستان. يتم استخدامها حتى اليوم في العديد من المنازل التقليدية، كمكان الأكل الأسري الدافئ.  يستخدم منتج مماثل يسمى كورسي في إيران.
في الصين وكوريا، يتم استخدام التدفئة الأرضية تقليديًا. الأجهزة المستخدمة بطريقة مماثلة هي، على التوالي، موقد سرير كانغ وأوندول.